# Nu Piscium
Nu Piscium (106 Piscium) é uma estrela na direção da constelação de Pisces. Possui uma ascensão reta de 01h 41m 25.91s e uma declinação de +05° 29′ 15.4″. Sua magnitude aparente é igual a 4.45. Considerando sua distância de 368 anos-luz em relação à Terra, sua magnitude absoluta é igual a −0.81. Pertence à classe espectral K3III.